# Acalyptus carpini
Espèce
Acalyptus carpini est une espèce d'insectes coléoptères de la famille des Curculionidae.

## Systématique
Le nom valide complet (avec auteur) de ce taxon est Acalyptus carpini (Fabricius, 1792).
L'espèce a été initialement classée dans le genre Curculio sous le protonyme Curculio carpini J.C.Fabricius, 1792.
Acalyptus carpini a pour synonymes :
- Curculio carpini J.C.Fabricius, 1792
- Ellescus carpini (J.C.Fabricius, 1792)
- Rhynchaenus carpini (J.C.Fabricius, 1792)